# Chepniers
Chepniers település Franciaországban, Charente-Maritime megyében. Lakosainak száma 694 fő (2022. január 1.). Chepniers Bussac-Forêt, Corignac, Jussas, Montlieu-la-Garde, Polignac, Pouillac és Sainte-Colombe községekkel határos.

## Népesség
A település népességének változása:
| Lakosok száma | 734  | 617  | 604  | 641  | 679  | 662  | 646  | 635  | 655  | 694  |
|               | 1968 | 1982 | 1990 | 2006 | 2013 | 2015 | 2017 | 2019 | 2020 | 2022 |